# فائض (تونس)
فَائِض قرية تونسية تقع بمعتمدية سيدي بوزيد الشرقية من ولاية سيدي بوزيد بالوسط التونسي، في النقطة الكيلومترية 114 على الطريق الوطنية رقم 13، وهي تبعد 14 كم عن مدينة سيدي بوزيد. يعيش بها عروش الكدادشة والعواسة والروابحية والعوافي والجمال والأبازيد والحوامد والحجاولية.

## التاريخ
شهدت معارك ضد الاستعمار، كما شهدت معارك بين قوات الحلفاء وقوات المحور أثناء الحرب العالمية الثانية.

## الجغرافيا
تحتوي على عدّة تضاريس جغرافية حيث يحيط بها عذّة جبال "من الشرق جبل عين ربّاو وجبل الحنية الشرقيّة والجبل الأحمر من الشمال الشرقي وجبل سق الجديد من الجنوب وجبل لسوودة من الغرب. وهي معظمها أراضي سقويّة وأخرى غابات سباسبيّة وصنوبر وأشجار أخرى مثل الكالاتوس والصبّار.

## الاقتصاد
وهي تعرف الآن بالفلاحة السقوية وبمقاطع الحجارة الكثيرة المتواجدة بجبل فائض.
و أشهر الأعمال المزاولة فيها الجزارة، حيث تشتهر الجهة بتربية الماشية.. ومن أهمّ المناطق فيها الحنية، الذّراع، قطرانة، عين ربّأو.
تشتهر أيضًا بإنتاج الزيتون والّلوز والفستق والتّين الشوكي وكذالك تنتج الحليب بكثرة. فيها سوق أسبوعي وذالك كلّ يوم جمعة حيث يجمع هذا السّوق كلّ المناطق المحيطة بالمدينة الصّغيرة .

### مواضيع ذات علاقة
- ولاية سيدي بوزيد.
- معتمدية سيدي بوزيد الشرقية